# Oneus
Oneus (кор. 원어스, стилизуется как ONEUS, читается как Уанас) — южнокорейский бойз-бэнд, сформированный в 2019 году компанией RBW Entertainment. Группа в настоящее время состоит из пяти участников: Сохо, Лидо, Гонхи, Хванун и Сион. Oneus дебютировали 9 января 2019 года с мини-альбомом Light us.
27 октября 2022 года Рэйвен добровольно покинул группу.

## Карьера

### 2017—2018: Пре-дебют
По отдельности члены ONEUS были стажерами различных лейблов. Сохо, известный тогда как Гонмин, Гонхи и Хванун были стажерами RBW Entertaiment во втором сезоне Produce 101 в первой половине 2017 года, но позже выбыли из шоу, заняв 94-е, 33-е и 42-е места. Рэйвен и Сохо были стажерами RBW Entertaiment на шоу YG Entertainment MixNine во второй половине 2017 года, выбыли оттуда, заняв 27-е и 19-е места. Лидо тоже участвовал в MixNine, однако не прошёл первое прослушивание.
Проект RBW Entertaiment RBW Тrainee Real Life — We Will Debut, анонсированный в 2017 году, включал в себя Гонхи и Хвануна, помимо остальных семи стажеров. В декабре 2017 года Хванун и Гонхи приняли участие во второй главе Special Party со своими коллегами по лейблу MAS.
В начале 2018 года Гонхи и Хванун, вместе с Рэйвеном, Сохо и Сионом были представлены как преддебютная группа под названием RBW Boys. Лидо присоединился в марте 2018 года. Название ONEUS группа получила в июне 2018 года.
27 сентября ONEUS и их товарищи по лейблу Onewe (ранее MAS) выпустили совместный сингл Last Song.

### 2019: Дебют сLight us,Raise us, дебют в Японии иFly with us

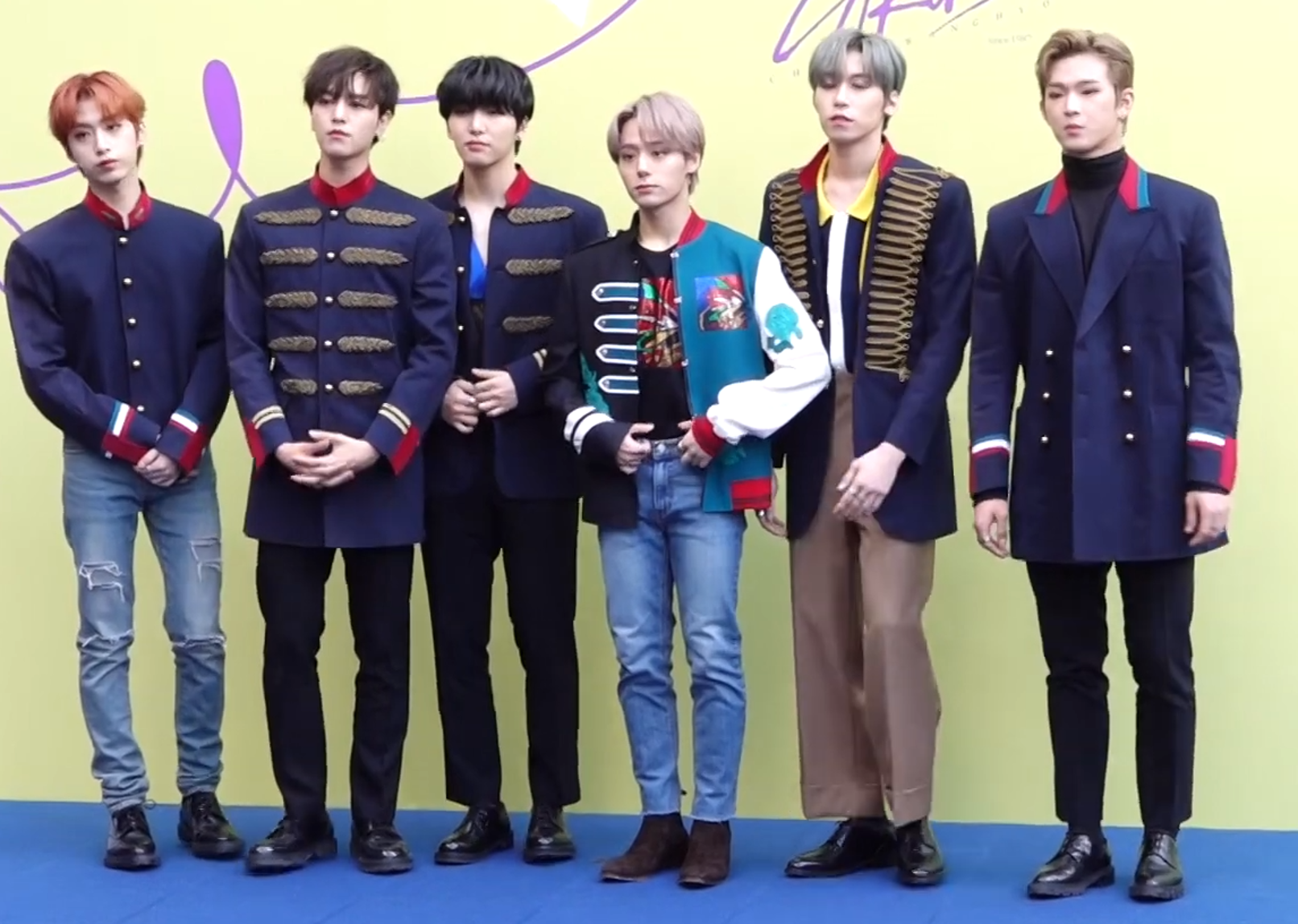
Oneus в октябре 2019 года.

Дебютный альбом Light us был выпущен 9 января 2019 года с заглавным треком «Valkyrie». Дебютный шоукейс был проведен на Yes24 Live Hall. Официальное дебютное выступление состоялось 10 января на M! Countdown.
11 марта Рэйвен сообщил о временном перерыве в промоушене, связанным с личными обстоятельствами и проблемами со здоровьем. Он вернулся к группе в конце апреля.
Второй мини-альбом Raisе us с заглавным треком «Тwilight» вышел 29 марта.
21 июня было объявлено, что первый концерт Oneus в Японии под названием 2019 Oneus Japan 1st Live: 光差 состоялся в Zepp Namba в Осаке 28 июля и в токийском Zepp DiverCity 25 августа.
7 августа ONEUS выпустили дебютный японский сингл «Тwilight». Сингл был распродан в количестве 60 000 экземпляров за два месяца после выпуска.
30 сентября был выпущен третий мини-альбом Fly with us с заглавным треком «Lit».
В ноябре Oneus провели свой первый тур в США «Fly With Us», стартовавший в шести городах из Нью-Йорка, Чикаго, Атланты, Далласа, Миннеаполиса и остановившийся в Лос-Анджелесе.
18 декабря ОNЕUS выпустили второй японский сингл «808», который попал на первое место на Oricon Daily Single Сhart с 36662 копиями, проданными в течение одного дня с момента выпуска.

### 2020:In Its Time,Road to Kingdom,Livedи «Bbusyeo»
10 января ONEUS отметили свою первую годовщину дебюта, которая называлась ONEUS 1st Anniversary «Our Moment» в Yes 24 Live Hall в Сеуле.
В начале февраля было объявлено, что Oneus проведет свой японский концерт 2020 Oneus Japan 2nd Live <Fly With Us Final> в Осаке 8-9 февраля и Тибе 15-16 февраля. Концерт завершился с участием 2200 человек в Осаке и 3800 человек в Тибе.
20 марта было объявлено, что группа присоединилась к конкурсу реалити-шоу Road to Kindom. 12 июня состоялся релиз сингла «Come Back Home» в рамках проекта Road to Kingdom. На самом шоу группа заняла 4 место.
24 марта был выпущен первый сингл-альбом In It’s Timе с заглавным треком «A Song Written Easily».
27 июля был выпущен клип на сингл «Come Back Home».
19 августа группа вернулась на сцену с четвёртым мини-альбомом Lived с заглавной песней «To Be or Not To Be».
1 декабря группа выпустила свой первый цифровой сингл «Bbusyeo».

### 2021—настоящее время:Devil,Binary Code,Blood Moon,Tricksterи уход Рэйвена

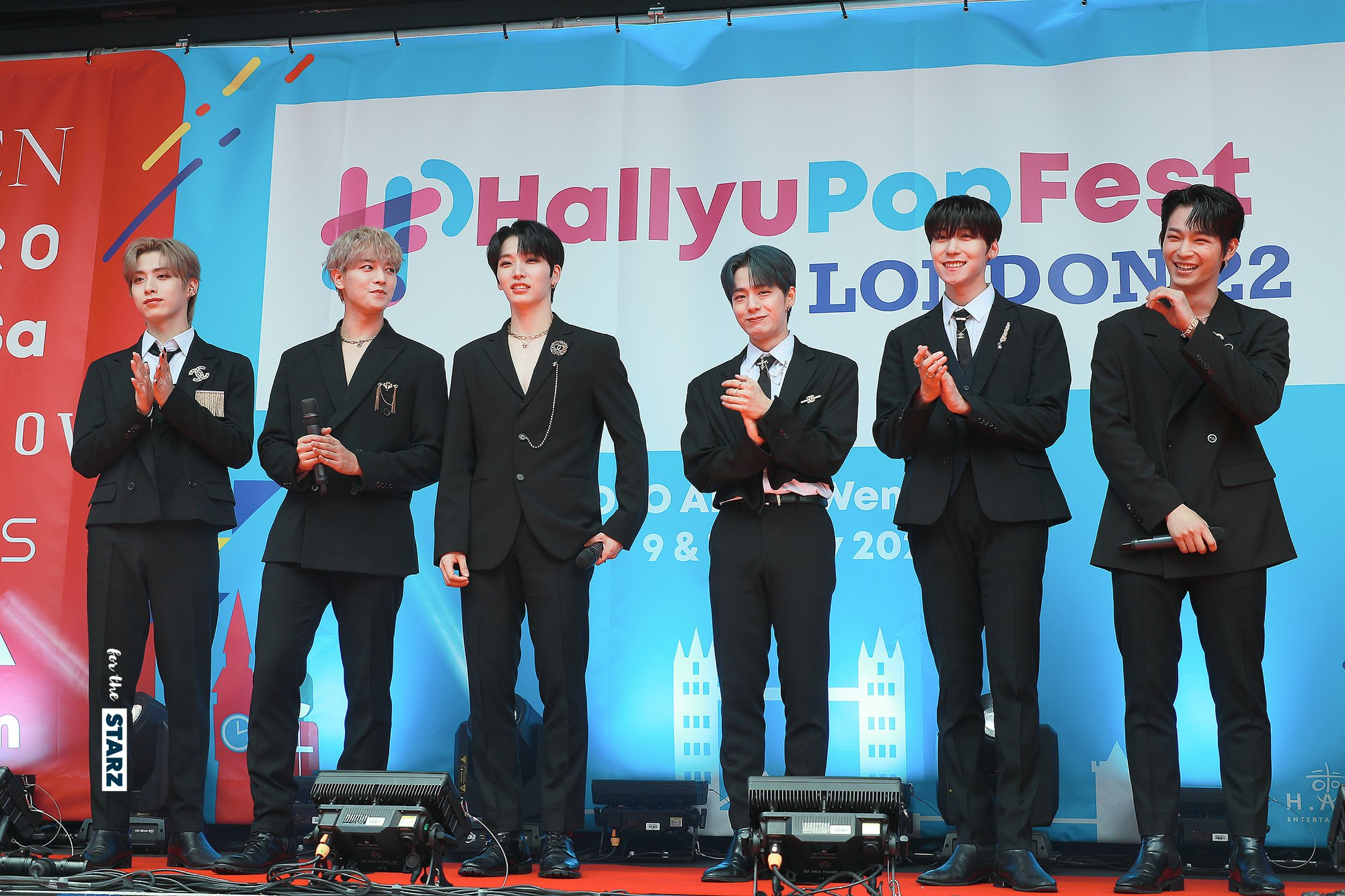
Oneus в июле 2022 года.

19 января группа выпустила свой первый студийный альбом Devil, состоящий из одиннадцати треков, включая ведущий сингл «No Diggity».
11 мая группа выпустила свой пятый мини-альбом Binary Code с ведущим синглом «Black Mirror».
Было объявлено, что Oneus проведут онлайн и офлайн-концерт «ONEUS THEATRE: BLOOD MOON» в Сеуле с 6 по 7 ноября.
9 ноября группа выпустила свой шестой мини-альбом Blood Moon с ведущим синглом «Luna». 17 ноября группа одержала свою первую победу на музыкальном шоу в своей карьере с «Luna» на Show Champion.
21 декабря Oneus выпустили новый совместный сингл с Onewe под названием «Stay».
В феврале 2022 года Oneus начали свое турне по США с двенадцатью концертами, включая крупные города, такие как Нью-Йорк и Лос-Анджелес, а также небольшие города, такие как Уилкс-Барре и Лоренс.
В апреле Oneus объявили о двух концертах, чтобы продолжить свой тур Blood Moon, проведя свой третий японский концерт в Тибе и в Осаке. Они также объявили о возвращении со своим седьмым мини-альбомом Trickster, который был выпущен 17 мая, с ведущим синглом «Bring It On».
17 октября 2022 года RBW Entertainment объявил о временной приостановке деятельности Рэйвена до завершения проверки фактов из-за сообщений о «ненадлежащем поведении», связанными с обвинениями предполагаемой девушки артиста в изнасиловании, изменах и газлайтинге. 27 октября RBW объявили, что Рэйвен принял решение добровольно покинуть группу, в результате чего в Oneus осталось пять участников.

## Участники
| Сценический псевдоним | Сценический псевдоним | Настоящее имя | Настоящее имя | Дата рождения | Позиция в группе                    |
| Основной              | Другой                | На русском    | Хангыль       | Дата рождения | Позиция в группе                    |
| --------------------- | --------------------- | ------------- | ------------- | ------------- | ----------------------------------- |
| Сохо                  | Seoho                 | Ли Со Хо      | 이소호        | 07.06.1996    | Главный вокалист                    |
| Лидо                  | Leedo                 | Ким Гон Хак   | 김건학        | 26.07.1997    | Главный рэпер, вокалист             |
| Гонхи                 | Keonhee               | Ли Гон Хи     | 이건희        | 27.06.1998    | Главный вокалист                    |
| Хванун                | Hwanwoong             | Ё Хван Ун     | 여환웅        | 26.08.1998    | Главный танцор, вокалист, саб-рэпер |
| Сион                  | Xion                  | Сон Дон Чжу   | 손동주        | 10.01.2000    | Вокалист, вижуал, макнэ             |

### Бывшие участники
| Сценический псевдоним | Сценический псевдоним | Настоящее имя | Настоящее имя | Дата рождения | Позиция в группе        |
| Основной              | Другой                | На русском    | Хангыль       | Дата рождения | Позиция в группе        |
| --------------------- | --------------------- | ------------- | ------------- | ------------- | ----------------------- |
| Рэйвен                | Ravn                  | Ким Ëн Джо    | 김영조        | 02.09.1995    | Главный рэпер, вокалист |

## Дискография

### Студийные альбомы
- Devil (2021)

### Мини-альбомы
- Light Us (2019)
- Raise Us (2019)
- Fly with Us (2019)
- Lived (2020)
- Binary Code (2021)
- Blood Moon (2021)
- Trickster (2022)
- Malus (2022)
- Pygmalion (2023)

## Фильмография

### Реалити-шоу
- RBW Trainee Real Life – I shall Debut S1 (2017–2018, V-Live)
- RBW Trainee Real Life – I shall Debut S12 (2018, Olleh TV)
- Power Up! Beautiful snack bar is open (2018, MBC Music / MBC Every1)
- Road to Kingdom (2020, Mnet)
- Stand by Oneus (2020, U-Next)
- Show Me The MWM (2020–н.в, 1theK Original)